# Pepe "el hincha"
Pepe, el "hincha" és un personatge de ficció de còmic creat per José Peñarroya. Es va publicar per primera vegada el 1964, al número 166 de la revista Tío Vivo (2a època).

## Argument
Pepe, el "hincha" fa honor al seu nom, és un afeccionat al futbol i un seguidor acèrrim i incondicional del seu equip el Pedrusco F.C. La moral de Don Pepe és molt alta, per què malgrat que el seu equip perd quasi sempre, ell no es desanima i continua animant l'equip. ! El seu equip ¡
L'aspecte físic de Don Pepe, És el d'un home d'estatura mitjana, cabell abundant, sota el nas punxegut, llueix un bigotet, estil Charles Chaplin.
Treballa d'oficinista, això el situa un esglaó per sobre de l'obrer (es publica als anys seixanta) per tant es pot considerar de classe mitjana. Està casat, i l'ofici de la seva senyora és "Sus labores" té un fill que es diu Quique. El seu vestit habitual és, camisa blanca, corbata, americana de franel·la i en algunes ocasions un barret, tipus borsalino. Don Pepe és un home, d'estar mol a casa, de caràcter afable, senzill, en definitiva una persona pacifica.
Això sempre que no es parli de la seva gran afecció que és el futbol, en aquest cas es torna una bèstia, egoista i mal carat. És soci del Pedrusco F.C. i la seva vida gira al voltant del club i del futbol. Molta moral ha de tenir Don Pepe, per què l'equip del Pedrusco, té el costum de perdre gairebé tots els partits que juga. Tota regla té la seva excepció i la del Pedrusco podrien ser el partit que va guanyar el dia del casament del protagonista de la sèrie i el dia que Don Pepe, va despistar al porter de l'equip rival, precisament el dia que El Pedrusco, hauria cobrat una no pas menyspreable quantitat de diners, per perdre el partit.

## Trajectòria editorial
José Peñarroya Peñarroya (El Forcall, 1910 – Barcelona, 1975) l'autor del personatge era un gran afeccionat al futbol, amb aquesta sèrie va delectar als lectors amb els entrellats del món del futbol. Tant dels equips com dels afeccionats més radicals d'aquest esport.
Pepe el Hincha es va publicar per primera vegada a la revista Tio Vivo segona època (06-III-1961 - 23-II-1981). El personatge també aparegué a Pulgarcito (Bruguera, 1952-1981); Sacarino, Super / Sacarino (Bruguera, 1975) ; Mortadelo Especial (Bruguera, 1975); Rompetechos, Super (Bruguera, 1978) ; El DDT (Bruguera, 1977); i a Clasicos del humor. (RBA, 2009) numero 38.